# Order Trzech Gwiazd
Order Trzech Gwiazd (łot. Triju Zvaigžņu ordenis) – najwyższe z obecnie nadawanych łotewskich odznaczeń państwowych, ustanowione w 1924 na pamiątkę utworzenia Państwa Łotewskiego, zlikwidowane w 1940 przez ZSRR, odnowione w 1994.

## Historia
W 1921 Sejm łotewski dyskutował potrzebę ustanowienia odznaczenia przyznawanego za zasługi cywilne. Wpłynął wtedy wniosek dotyczący ustanowienia Orderu Wieńca Dębowego, którego projekt został już nawet przygotowany. Pomysł ten został jednak wtedy odrzucony. Powodem był brak przekonania posłów czy demokratyczne państwo powinno w ogóle kogokolwiek wyróżniać przyznawaniem odznaczeń cywilnych. Na dodatek skład Sejmu nie był jeszcze ostatecznie zatwierdzony, co budziło wątpliwości czy może on w ogóle podejmować jakiekolwiek wiążące decyzje. Sejm powrócił do tej sprawy po kilku latach i 25 marca 1924 prezydent Łotwy Jānis Čakste zatwierdził prawo o ustanowieniu Orderu Trzech Gwiazd, którego projekt w podstawowych zarysach opierał się na projekcie niezatwierdzonego Orderu Wieńca Dębowego. Order był przyznawany do 1940, kiedy Łotwa znalazła się pod okupacją ZSRR. Projektantem orderu był łotewski artysta Gustavs Šķilters. Order był wytwarzany w ryskiej Fabryce Orderów (Ordeņu Fabrika). Order posiadał swój statut, a procedurą przyznawania orderu kierowała Kapituła Orderu Trzech Gwiazd. Po aneksji Łotwy przez ZSRR w 1940 order został zniesiony. Przywrócono go w 1994 już po odzyskaniu niepodległości przez Łotwę.  W 2008 Poczta Łotwy wydała znaczek pocztowy z wizerunkiem gwiazdy orderowej tego odznaczenia.
Obecnie Order Trzech Gwiazd przyznawany jest obywatelom łotewskim i obcokrajowcom za znamienite zasługi cywilne dla Państwa Łotewskiego na polu umacniania jego bezpieczeństwa, wszechstronnego rozwoju i dobrobytu. Mottem orderu jest łacińska sentencja Per aspera ad astra (przez trudy do gwiazd).
Dzieli się na pięć klas:
- I klasa – Komandor Krzyża Wielkiego (lielkrusta komandieri), może zostać nadana z Łańcuchem (ķēdi)
- II klasa – Wielki Oficer (lielvirsnieku),
- III klasa – Komandor (komandieri),
- IV klasa – Oficer (virsnieku),
- V klasa – Kawaler (kavalieri),

oraz dodatkowo:
- Odznaka Honorowa Orderu Trzech Gwiazd (Triju Zvaigžņu ordeņa goda zīme):
  - Złota (zeltīta),
  - Srebrna (sudraba),
  - Brązowa (bronzas)[5].

## Wygląd (opis)
Odznaką orderu jest emaliowany na biało złoty krzyż maltański zakończony złotymi kulkami. Między ramionami krzyża rozchodzą się złote promienie. Pośrodku krzyża znajduje się okrągły medalion ze złotą ramą ozdobioną ornamentem i wypełniony szafirową emalią, na której widać trzy złote gwiazdy symbolizujące trzy części Łotwy: Liwonię (dawne Inflanty szwedzkie), Łatgalię (dawne Inflanty polskie) i Kurlandię z Semigalią. Górne skrzydło krzyża spięte jest wstążkami opadającymi ze złotego wieńca ponad nim. Rewers medalionu jest złoty i zawiera następujący napis: LATVIJAS/REPUBLIKA/1918. G. 18. NOVEMBRIS (Republika Łotewska 18.XI.1918), a dookoła niego: PER ASPERA AD ASTRA. Szerokość krzyża I klasy wynosi 54 mm, II i III kl. – 49 mm, a IV i V kl. – 40 mm. Kawalerom orderu I i II klasy przysługuje również gwiazda orderowa w kształcie srebrnej pięcioramiennej gwiazdy ze słabo zaznaczonymi ramionami oraz okrągłym szafirowym medalionem pośrodku w złotej ramie z oranamentem składającym się ze stylizowanych liści dębowych i napisu PAR TĒVIJU (Za Ojczyznę). Pośrodku szafirowego pola medalionu znajdują się trzy złote gwiazdy. Promień gwiazd orderowych wynosi: dla I kl. – 44 mm, dla II kl. – 41 mm. W wyjątkowych przypadkach do orderu dołącza się również łańcuch orderowy.
Wstążka Orderu Trzech Gwiazd, szerokości 32 mm, jest koloru błękitnego z paskami złotymi wzdłuż obu boków. Order I kl. ma wstęgę szerokości 110 mm.
Dodatkowo do Orderu Trzech Gwiazd utworzono jeszcze Odznaki Honorowe Orderu Trzech Gwiazd w 3 stopniach: złotym, srebrnym i brązowym. Mają wygląd okrągłych medali z identycznym wzorem – wyobrażeniem odznaki Orderu Trzech Gwiazd na awersie i napisem PAR TĒVIJU (Za Ojczyznę) ponad płomiennym sercem na rewersie, oraz okalającym medal od góry wieńcem z liści dębowych. Średnica medalu wynosi 30 mm. Wstążka w takich samych kolorach jak Order Trzech Gwiazd, jednak w kształcie trójkątnym, jaki stosowano przy odznaczeniach austro-węgierskich. Odznaki noszone są na lewej piersi. To odznaczenie, nadane po raz pierwszy w 1928, zostało również przywrócone w 1994.

## Wygląd (ilustracje)
| Komandor Krzyża Wielkiego z Łańcuchem | Komandor Krzyża Wielkiego (męski) | Komandor Krzyża Wielkiego (damski) |
| ------------------------------------- | --------------------------------- | ---------------------------------- |
|                                       |                                   |                                    |
|                                       |                                   |                                    |
| Wielki Oficer (męski)                 | Wielki Oficer (damski)            | Komandor (męski)                   |
|                                       |                                   |                                    |
|                                       |                                   |                                    |
| Komandor (damski)                     | Oficer                            | Kawaler                            |
|                                       |                                   |                                    |

## Odznaczeni

### Lata 1924-1940
Wśród kawalerów Orderu Trzech Gwiazd I klasy z łańcuchem znalazło się 13 głów państw:
- prezydent RP Ignacy Mościcki
- prezydent Estonii Konstantin Päts
- prezydent Estonii Jaan Tõnisson
- prezydent Czechosłowacji Tomáš Masaryk
- prezydent Francji Gaston Doumergue
- prezydent Litwy Antanas Smetona
- prezydent Finlandii Lauri Kristian Relander
- prezydent Łotwy Gustavs Zemgals
- prezydent Łotwy Alberts Kviesis
- prezydent Łotwy Kārlis Ulmanis
- król Szwecji Gustaw V
- król Belgów Albert I
- regent Węgier Miklós Horthy

Łącznie:
- I klasa – 285 osób, w tym 23 Polaków (dodatkowo 13 osób z łańcuchem)
- II klasa – 391 osób, w tym 33 Polaków
- III klasa – 1323 osoby, w tym 107 Polaków
- IV klasa – 2194 osoby
- V klasa – 4617 osób
- Złota Odznaka Honorowa – 2834 osoby
- Srebrna Odznaka Honorowa – 3624 osoby
- Brązowa Odznaka Honorowa – 1515 osób

### Lata 1994-2015
Po 1994 order I klasy z łańcuchem otrzymali m.in.:
- królowa Danii Małgorzata II
- królowa Wielkiej Brytanii Elżbieta II
- król Norwegii Harald V
- królowa Norwegii Sonja
- prezydent RP Aleksander Kwaśniewski
- król Hiszpanii Jan Karol I Burbon (2004)
- królowa Hiszpanii Zofia Grecka (2004)
- prezydent USA George W. Bush (2005)
- prezydent Estonii Arnold Rüütel (2005)
- prezydent Ukrainy Wiktor Juszczenko (2006)
- królowa Holandii Beatrycze Oranje-Nassau (2006)
- prezydent Węgier László Sólyom (2006)
- wielki książę Luksemburga Henryk Burbon (2006)
- król Belgów Albert II Koburg (2007)
- król Maroka Muhammad VI (2007)
- cesarz Japonii Akihito (2007)
- prezydent Cypru Tasos Papadopulos (2007)
- prezydent Litwy Valdas Adamkus (2007)

Łącznie:
- I klasa – 90 osób (w tym 38 osób z łańcuchem)
- II klasa – 143 osoby
- III klasa – 511 osób
- IV klasa – 842 osoby
- V klasa – 575 osób
- Złota Odznaka Honorowa – 423 osoby
- Srebrna Odznaka Honorowa – 129 osób
- Brązowa Odznaka Honorowa – 21 osób